# Alter Ego (álbum de Prince Royce)
Alter Ego es el sexto álbum de estudio del cantante estadounidense Prince Royce. Se estrenó el 7 de febrero de 2020 por Sony Music Latin. Esta producción discográfica cuenta con dos álbumes en su interior llamados Génesis y Enigma. El álbum cuenta con la participación de DaniLeigh, Marc Anthony, Wisin & Yandel, Zion & Lennox, Manuel Turizo y Maluma. El álbum debutó en la posición uno en la lista Top Latin Albums (Billboard) con ventas equivalentes a 11.000 unidades, durante su primera semana de lanzamiento en los Estados Unidos.

## Antecedentes y lanzamiento
Después de que finalizó la promoción de Five, Royce lanzó dos sencillos adicionales a fines de 2017. El primero fue «100 años», una colaboración con el dúo musical estadounidense Ha*Ash y«Sensualidad» junto con los productores DJ Luian y Mambo Kingz y los cantante Bad Bunny y J Balvin. Adicionalmente, lanzó varios sencillos y colaboró con varios artistas diferentes durante 2018 y 2019 antes de prepara su sexto álbum de estudio. Entre sus lanzamientos se encuentra «Bubalú», una nueva colaboración con los productores DJ Luian y Mambo Kingz con el rapero Anuel AA y la cantante estadounidense Becky G. En octubre de 2019, el cantante anunció su próxima gira que incluye la visita de 40 ciudades por Estados Unidos; en la misma entrevista dio pistas sobre su nuevo álbum, comentando que: "Estoy jugando un poco con un concepto dúo alter ego, con la idea de no cambiar quién eres o cambiar tu sonido, si no que, llevar tu sonido a esa visión".
Previamente al lanzamiento de su sexto álbum de estudio, Royce estrenó el sencillo «Cita» el 24 de enero de 2020, como adelanto de su próximo material. La canción fue anunciada por el cantante a través de sus redes sociales, un día antes de su lanzamiento. Ese mismo día, anunció la lista de canciones de Alter Ego, junto con la preventa del álbum. El 7 de febrero de 2020 se estrenó el nuevo material, el cual cuenta con un doble disco Génesis y Enigma, el cantante detalló que esta producción muestra dos lados de él. Este concepto era dos lados de Príncipe Royce, dos lados del romance", afirmó.

## Promoción

### Sencillos
El 16 de marzo de 2018, Royce estrenó la pista «El clavo» como el primer sencillo del disco. Una remezcla junto al cantante colombiano Maluma se estrenó el 11 de mayo de 2018. Esta nueva versión alcanzó el primer lugar en la lista Latin pop de Billboard.
Para seguir con la promoción del álbum se publicaron las pistas «Adicto», junto al cantante estadounidense Marc Anthony, «Cúrame» en colaboración con el colombiano Manuel Turizo, «Morir solo», «Trampa» junto al dúo Zion & Lennox y la bachata «Dec. 21»
Iniciando el año 2020, previamente al lanzamiento de su sexto álbum de estudio, Royce estrenó el sencillo «Cita» el 24 de enero de 2020, como adelanto de su nuevo material.

## Rendimiento comercial
Alter Ego debutó en la posición sesenta y siete en el Billboard 200 de Estados Unidos. Adicionalmente, debutó en la posición uno en la lista Top Latin Albums (Billboard) con ventas equivalentes a 11.000 unidades, durante su primera semana de lanzamiento en los Estados Unidos.

## Listado de canciones
| Alter Ego - Genesis |                             |                                                                                             |                                |          |  |
| N.º                 | Título                      | Escritor(es)                                                                                | Productor(s)                   | Duración |  |
| 1.                  | «Carita de inocente»        | Prince Royce, D’Lesly Lora, Yonathan Then                                                   | Prince Royce, D’Lesly Lora     | 3:11     |  |
| 2.                  | «Si supieras»               | Royce, Lora, Then, Ronald López                                                             | Royce, Lora                    | 3:58     |  |
| 3.                  | «Señorita por favor»        | Royce, Lora, López, Shanelli Rojas, Salim Asencio                                           | Royce, Lora                    | 3:42     |  |
| 4.                  | «Dec. 21»                   | Royce, Lora, Then, López, Edward David                                                      | Lora                           | 3:32     |  |
| 5.                  | «Es muy tarde»              | Royce, Lora, Rojas, Lincoln Castañeda                                                       | Royce, Lora, Lincoln Castañeda | 3:35     |  |
| 6.                  | «Lotería»                   | Royce, Lora, Then, López                                                                    | Royce, Lora                    | 3:36     |  |
| 7.                  | «Me robaste la vida»        | Royce, Lora, Then, Pamel Mancebo Martínez                                                   | Royce, Lora                    | 3:28     |  |
| 8.                  | «Contra la pared»           | Royce, Lora, Daniel Santacruz                                                               | Royce, Lora                    | 3:53     |  |
| 9.                  | «Morir solo»                | Royce, Lora, Then                                                                           | Lora                           | 4:02     |  |
| 10.                 | «Pull Up» (con DaniLeigh)   | Royce, Randy Class, Jean Rodríguez, Dr. Anonymous, Brandon Curiel, Andrew Oliver, DaniLeigh | Royce, Dr. Anonymous           | 3:32     |  |
| 11.                 | «Adicto» (con Marc Anthony) | Royce, Lora, Marc Anthony, Oscar Hernández, Patrick Ingunza, Jorge Luis Chacín              | Lora                           | 3:30     |  |
| 12.                 | «Adicto (Versión salsa)»    | Royce, Lora, Anthony, Hernández, Ingunza, Chacín                                            | Royce, Sergio George           | 3:51     |  |

| Alter Ego - Enigma |                                     | |                                           |          |  |
| N.º                | Título                              | Escritor(es) | Productor(s)                              | Duración |  |
| 1.                 | «Cita»                              | Royce, Andy Clay, Yei González, Timbaland, Stephen Garret, Raico Silva, Jessee Suárez, Ernesto Álvarez, Ginuwine,                                            | Royce, Andy Clay, Yei González            | 3:36     |  |
| 2.                 | «Besos mojados»                     | Royce, Clay, Kevin ADG, Chan El Genio, Ily Wonder | Royce, Ily Wonder, The Rudeboyz           | 3:05     |  |
| 3.                 | «Una aventura» (con Wisin & Yandel) | Royce, Weezy Kingz, Xavier Semper, DJ Luian, Henry Pulman, Elvin Peña, Wisin & Yandel                                                                        | Mambo Kingz, DJ Luian                     | 3:51     |  |
| 4.                 | «Yo te soñé»                        | Royce, Ricardo Jiménez, Jaime Ortiz, David Alvarez | Royce, KingSwifft                         | 3:47     |  |
| 5.                 | «Luna negra»                        | Royce, Lora, Then, Asencio | Royce, Lora                               | 2:56     |  |
| 6.                 | «Fill Me In»                        | Mark Hill, Craig David | Royce, Maejor                             | 3:23     |  |
| 7.                 | «Trampa» (con Zion & Lennox)        | Royce, Lora, Lennox, Zion, Reggi “El Auténtico”, Réne Da Silva                                                                                               | Lora, Reggi “El Auténtico”, Réne Da Silva | 3:29     |  |
| 8.                 | «Really Real»                       | Royce, J. Rodríguez, Vinylz | Royce, Vinylz                             | 3:07     |  |
| 9.                 | «Cúrame» (con Manuel Turizo)        | Royce, Hydro, Weezy Kingz, Juan Medina Vélez, Xavier Semper, DJ Luian, Manuel Turizo, Jowny Boom Boom, Julián Turizo, Henry Pulman, Francis Diaz, Elvin Peña | Mambo Kingz, DJ Luian                     | 3:22     |  |
| 10.                | «El clavo»                          | Royce, Shanelli Rojas, Luigi Castillo, Edgar Barrera, Camilo, Alejandro Montaner                                                                             | Edgar Barrera                             | 2:53     |  |
| 11.                | «El clavo (remix)» (con Maluma)     | Royce, Rojas, Castillo, Barrera, Camilo, Montaner | Edgar Barrera                             | 2:52     |  |

## Posicionamiento en listas
| Listas (2020)                     | Mejor posición |
| --------------------------------- | -------------- |
| Estados Unidos (Billboard 200)    | 67             |
| Estados Unidos (Top Latin Albums) | 1              |
| Estados Unidos (Tropical Albums)  | 1              |

## Certificaciones
| País (organismo certificador) | Certificación      | Unidades certificadas |
| ----------------------------- | ------------------ | --------------------- |
| Estados Unidos (RIAA)         | 2× Platino (Latin) | 120 000               |
| México (AMPROFON)             | Oro                | 30 000                |